# Calomarde
Calomarde è un comune spagnolo di 69 abitanti situato nella comunità autonoma dell'Aragona.